# Skriven rätt
Skriven rätt är de skriftliga och för det bemyndigad instans antagna rättsregler som gäller i ett visst rättssystem. Lagar är ett exempel på skriven rätt medan doktrin, förarbeten och praxis inte räknas dit. Detta trots att doktrin och förarbeten per definition är skriftliga dokument och att praxis ofta baserar sig på dokumenterade fall. Ordet skriven syftar alltså på att själva dokumenten med rättsregler är antagna. De skrivna rättsreglerna kallas statuter eller lagregler.

## Sverige
Den skrivna rätten delas i Sverige in i lagen som stiftas av riksdagen, förordningarna som beslutas av regeringen och myndighetsföreskrifter som antas av myndigheter. Lagreglerna sammanställs och publiceras i författningssamlingar.